# Etelsvita da Mércia
Etelsvita da Mércia (em inglês antigo: Æthelswith; 838 ou 841  – Itália, 888) foi a única filha conhecida do rei Etelvulfo de Wessex. Ela tornou-se rainha Etelsvita quando se casou com o rei Burgredo de Mércia, em 853. O casal não teve descendência. O seu casamento provavelmente assinalou a subordinação de Burgredo ao seu sogro e ao reino saxão num momento em que tanto Wessex como Mercia sofriam ataques dinamarqueses (de viquingues). Burgredo Também teve problemas contínuos com o Reino de Powys na sua fronteira ocidental e, em 853, Etelvulfo subjugou o estado galês, em nome de Burgredo.
Incursões dinamarquesas repetidas ao longo dos anos foram gradualmente enfraquecendo militarmente a Mércia e, em 868, Burgredo foi forçado a convocar o irmão de Etelsvita, o rei Etelredo de Wessex, para ajudá-lo a enfrentar um exército dinamarquês entrincheirado em Nottingham. Essa foi a última vez que os saxões vieram em auxílio dos mercianos e também é notável como a ocasião em que Alfredo, o Grande, outro irmão de Etelsvita, se casou com sua esposa, Etelsvita da Mércia. O reinado de Burgredo durou até 874, quando os viquingues o expulsaram do reino e ele fugiu para Roma, com Etelsvita. Ele morreu pouco tempo depois. Etelsita viveu na Itália, para ser enterrada em Pávia, em 888.